# Бобринецкая городская община
Бобринецкая городская община (укр. Бобринецька міська громада) — территориальная община в Кропивницком районе Кировоградской области Украины.
Административный центр — город Бобринец.
Население составляет 11571 человека. Площадь — 194,3 км².
Община создана 14 августа 2015 года, путём объединения территорий Бобринецкого городского и Червонодолинского сельского советов Бобринецкого района. В 2020 году вошла в состав Кропивницкого района.

## Населённые пункты
В состав общины входит 1 город и 8 сёл:
- Город Бобринец
- Коржевский старостинский округ: 
  - Богдановка
  - Великодрюково
  - Дибровка
  - Коржево
  - Обланка
  - Садовое
  - Червоная Долина
  - Шляховое